# المجر بين الحربين العالميتين
تتناول هذه المقالة تاريخ المجر خلال فترة ما بين الحربين العالميتين.

## جمهورية المجر الديمقراطية
في 31 أكتوبر 1918، تأسست الجمهورية الديمقراطية المجرية من خلال الثورة التي بدأت في بودابست بعد تفكك النمسا والمجر وانفصالها في نهاية الحرب العالمية الأولى. كان الإعلان الرسمي للجمهورية في 16 نوفمبر 1918، وعُين ميخالي كاروليي رئيسًا لوزراء الجمهورية. شهد هذا الحدث أيضًا استقلال المجر التي حكمتها مملكة هابسبورغ لعدة قرون. لم تستمر الجمهورية الديمقراطية المجرية طويلاً. شهدت ثورة أخرى في عام 1919 نهاية هذه الدولة وإنشاء دولة شيوعية جديدة تعرف باسم الجمهورية السوفيتية المجرية.

## جمهورية المجالس المجرية
كان صعود الحزب الشيوعي المجري (HCP) إلى السلطة سريعًا. جرى تنظيم الحزب في فندق في موسكو في 4 نوفمبر 1918، عندما شكلت مجموعة من أسرى الحرب الهنغاريين والمتعاطفين الشيوعيين لجنة مركزية وأرسلت أعضاء إلى المجر لتجنيد أعضاء جدد ونشر أفكار الحزب وتطرف حكومة كارولي. بحلول فبراير 1919، بلغ عدد أعضاء الحزب 30.000 إلى 40.000 عضو، بما في ذلك العديد من الجنود السابقين العاطلين عن العمل والمثقفين الشباب واليهود. في الشهر نفسه، سُجن بيلا كون بسبب التحريض على الشغب، لكن شعبيته ارتفعت بشكل كبير عندما أفاد صحفي بأنه تعرض للضرب على أيدي الشرطة. خرج كون من السجن منتصرًا عندما سلم الاشتراكيون الديمقراطيون السلطة إلى حكومة «مفوضي الشعب»، الذين أعلنوا الجمهورية السوفيتية المجرية في 21 مارس 1919. كتب الشيوعيون دستورًا مؤقتًا يضمن حرية التعبير والتجمع والتعليم المجاني واللغة والحقوق الثقافية للأقليات؛ وحقوقًا أخرى. كما ينص على حق الاقتراع للأشخاص الذين تزيد أعمارهم عن ثمانية عشر عامًا باستثناء رجال الدين و«المستغلين السابقين» وبعض الآخرين. أقيمت انتخابات القائمة الواحدة في أبريل، لكن جرى اختيار أعضاء البرلمان بشكل غير مباشر من قبل اللجان المنتخبة شعبيًا. في 25 يونيو، أعلنت حكومة كون ديكتاتورية البروليتاريا، وتأميم المؤسسات الصناعية والتجارية والإسكان الاجتماعي والنقل والخدمات المصرفية والطب والمؤسسات الثقافية وجميع الأراضي التي تزيد مساحتها عن 40.5 هكتار.
اتخذ كون هذه الإجراءات على الرغم من أن الشيوعيين المجريين كانوا قليلين نسبيًا، واعتمد الدعم الذي تمتعوا به على برنامجهم لاستعادة حدود المجر أكثر من اعتماده على جدول أعمالهم الثوري. كان كون يأمل في أن تتدخل الحكومة الروسية نيابة عن المجر وأن تكون الثورة العمالية العالمية وشيكة. في محاولة لتأمين حكمها في غضون ذلك، لجأت الحكومة الشيوعية إلى العنف التعسفي. أمرت المحاكم الثورية بحوالي 590 حالة إعدام، بما في ذلك بعض «الجرائم ضد الثورة». استخدمت الحكومة أيضًا «الإرهاب الأحمر» لمصادرة الحبوب من الفلاحين. صدم هذا العنف وتحركات النظام ضد رجال الدين العديد من المجريين. في أواخر مايو، حاول كون الوفاء بوعده بإعادة حدود المجر. سار الجيش الأحمر المجري شمالًا وأعاد احتلال جزء من سلوفاكيا. على الرغم من النجاح العسكري الأولي، سحب كون قواته بعد حوالي ثلاثة أسابيع عندما هدد الفرنسيون بالتدخل. هز هذا الامتياز دعمه الشعبي. ثم قام كون بتحويل الجيش الأحمر المجري دون جدوى إلى الرومانيين، الذين اخترقوا الخطوط الهنغارية في 30 يوليو، واحتلوا بودابست، وأطاحوا بجمهورية كون السوفيتية في 1 أغسطس 1919. فرّ كون أولاً إلى فيينا ثم إلى جمهورية روسيا الاتحادية الاشتراكية السوفيتية، حيث أعدم خلال تطهير ستالين للشيوعيين الأجانب في أواخر الثلاثينيات.

### الثورة المضادة
دخلت حكومة استبدادية مناهضة للشيوعية مؤلفة من ضباط عسكريين بودابست في أعقاب الرومانيين. وتبع ذلك «إرهاب أبيض» أدى إلى السجن والتعذيب والإعدام دون محاكمة الشيوعيين والاشتراكيين واليهود والمثقفين اليساريين والمتعاطفين مع نظامي كارولي وكون وغيرهم ممن هددوا النظام السياسي المجري التقليدي الذي سعى الضباط إلى إعادته. وقُدر عدد عمليات الإعدام بحوالي 5000. بالإضافة إلى ذلك، سُجن حوالي 75000 شخص. على وجه الخصوص، استهدف الجناح اليميني المجري والقوات الرومانية اليهود للانتقام. في نهاية المطاف، أجبر الإرهاب الأبيض قرابة 100.000 شخص على مغادرة البلاد، معظمهم من الاشتراكيين والمثقفين واليهود من الطبقة المتوسطة.

## استعادة الملكية
في مارس 1920، عُيّن الأدميرال ميكلوس هورثي ريجنت وعُيّن الساندور سيموني سيمادام رئيسًا لوزراء مملكة المجر المستعادة. كان تشارلز الأول من النمسا (المعروف باسم تشارلز الرابع أو كارل الرابع أو كارولي الرابع في المجر) آخر إمبراطور للنمسا وآخر ملك للمجر. لم يُطلب منه أن يملأ العرش الهنغاري الشاغر.
أعلنت حكومة هورثي على الفور إبطال وإلغاء جميع القوانين والمراسيم التي أقرها نظاما كارولي وكون، والتي تخلت فعليًا عن هدنة عام 1918. نتج عن استبداد هورثي ورد الفعل العنيف المناهض للشيوعية في المجر بين الحربين أحد أكثر المناظر الطبيعية السياسية هدوءًا في وسط أوروبا. في وقت لاحق، عندما رغب هورثي في الحصول على قروض من الغرب، ضغطوا عليه لإجراء إصلاحات ديمقراطية. لم يقم هورثي سوى بما كان عليه فعله حقًا، فقد كانت القوى الغربية بعيدة جغرافيًا عن المجر وسرعان ما حولت انتباهها إلى مكان آخر.
عين هورثي بال تيليكي رئيسًا للوزراء في يوليو 1920. وضعت حكومته اليمينية حصصًا تحد فعليًا من قبول اليهود في الجامعات، وعقوبة الإعدام القانونية، والسخط الريفي الهادئ، اتخذت خطوات أولية نحو الوفاء بوعد بإصلاح كبير للأراضي من خلال تقسيم 385000 هكتار من أكبر العقارات إلى ممتلكات صغيرة. استقالت حكومة تيليكي، بعد أن حاول الإمبراطور النمساوي السابق، تشارلز الرابع، دون جدوى استعادة عرش المجر في مارس 1921. انقسمت عودة الملك تشارلز بين المحافظين الذين فضلوا استعادة هابسبورج والراديكاليين اليمينيين الذين دعموا انتخاب مجري ملك. استغل بيتلين، وهو عضو يميني غير منتسب في البرلمان، استغل هذا الانقسام من خلال إقناع أعضاء الاتحاد الوطني المسيحي الذين عارضوا إعادة تنصيب كارل بالاندماج مع حزب أصحاب الممتلكات الصغيرة وتشكيل حزب جديد للوحدة بزعامة بيتلين. ثم عين هورتي بيتلين رئيس الوزراء.
كرئيس للوزراء، سيطر بيتلين على السياسة المجرية بين عامي 1921 و1931. صمم آلة سياسية بتعديل قانون الانتخابات، وإزالة الفلاحين من حزب الوحدة، وتوفير الوظائف في البيروقراطية لأنصاره، والتلاعب بالانتخابات في المناطق الريفية. أعاد بيتلين النظام إلى البلاد من خلال إعطاء مكافآت للراديكاليين المناهضين للثورة والوظائف الحكومية مقابل وقف حملتهم الإرهابية ضد اليهود واليساريين. في عام 1921، أبرم بيتلين صفقة مع الاشتراكيين الديمقراطيين والنقابات العمالية، ووافق، من بين أمور أخرى، على تقنين أنشطتهم وإطلاق سراح السجناء السياسيين مقابل تعهدهم بالامتناع عن نشر الدعاية المعادية للمجر، والدعوة إلى الإضرابات السياسية، وتنظيم الفلاحين. في مايو 1922، استولى حزب الوحدة على أغلبية برلمانية كبيرة. سمحت وفاة تشارلز الرابع، بعد فترة وجيزة من فشله للمرة الثانية في استعادة العرش في أكتوبر 1921، بمراجعة معاهدة تريانون لتصل إلى قمة جدول الأعمال السياسية في المجر. كانت إستراتيجية بيتلين للفوز بمراجعة المعاهدة هي أولاً تعزيز اقتصاد بلاده ثم بناء علاقات مع دول أقوى يمكن أن تعزز أهداف المجر. لاقى تنقيح المعاهدة دعمًا واسع النطاق في المجر لدرجة أن بيتلن استخدمته، جزئيًا على الأقل، لتجاهل الانتقاد لسياساته الاقتصادية والاجتماعية والسياسية. ومع ذلك، اقتصر نجاح السياسة الخارجية الوحيد لبيتلين على معاهدة صداقة مع إيطاليا في عام 1927، والتي لم يكن لها تأثير فوري كبير.

## الظروف السياسية والاقتصادية بعد الحرب
في عامي 1920 و 1921، اجتاحت الفوضى الداخلية المجر. استمر الرعب الأبيض في ابتلاع اليهود واليساريين، وارتفعت البطالة والتضخم، وتدفق اللاجئون المجريون المفلسون عبر الحدود من الدول المجاورة وأثقلوا الاقتصاد المتعثر. عرضت الحكومة على السكان القليل من المساعدة. في يناير 1920، أدلى الرجال والنساء المجريون بأصواتهم الأولى السرية في التاريخ السياسي للبلاد وانتخبوا أغلبية كبيرة مناهضة للثورة والزراعة في برلمان من غرفة واحدة. ظهر حزبان سياسيان رئيسيان: الاتحاد الوطني المسيحي المحافظ اجتماعياً وحزب أصحاب الممتلكات الصغيرة المستقل، الذي دعا إلى إصلاح الأراضي. في مارس، ألغى البرلمان كلاً من الجزاء الواقعي لعام 1713 والحل الوسط لعام 1867، وأعاد النظام الملكي المجري لكنه أجل انتخاب الملك إلى أن تهدأ الاضطرابات المدنية. بدلاً من ذلك، انتُخب الأدميرال ميكلوس هورثي -وهو قائد سابق للبحرية النمساوية المجرية- وصيًا وتم تفويضه، من بين أمور أخرى، بتعيين رئيس وزراء المجر، ونقض التشريعات، وعقد البرلمان أو حله، وقيادة القوات المسلحة.
صادقت المجر على معاهدة تريانون في 4 يونيو 1920، وصدقت على تقسيم البلاد، وحدت من حجم قواتها المسلحة، وتطلبت تعويضات. تطلبت الأحكام الإقليمية للمعاهدة، التي ضمنت استمرار الخلاف بين المجر وجيرانها، من الهنغاريين تسليم أكثر من ثلثي أراضيهم قبل الحرب. استحوذت رومانيا على ترانسيلفانيا؛ حصلت يوغسلافيا على كرواتيا وسلافونيا وفويفودينا. أصبحت سلوفاكيا جزءًا من تشيكوسلوفاكيا. واستحوذت النمسا أيضًا على قطعة صغيرة من الأراضي المجرية قبل الحرب. فقدت المجر أيضًا حوالي 60 بالمئة من سكانها قبل الحرب، ووجد حوالي ثلث العشرة ملايين المجريين أنفسهم خارج الوطن المتقلص. تُركت التركيبة العرقية للبلاد متجانسة تقريبًا. شكل المجريون حوالي 90 في المئة من السكان، وشكل الألمان حوالي 6 إلى 8 في المئة، وشكل السلوفاك، والكروات، والرومان، واليهود، والأقليات الأخرى النسبة المتبقية. فصلت الحدود الدولية الجديدة القاعدة الصناعية المجرية عن مصادر المواد الخام وأسواقها السابقة للمنتجات الزراعية والصناعية. أجبرت الظروف الجديدة المجر على أن تصبح دولة تجارية. فقدت المجر 84 في المئة من مواردها الخشبية، و43 في المئة من أراضيها الصالحة للزراعة، و83 في المئة من خام الحديد. نظرًا إلى تركز معظم صناعة ما قبل الحرب في البلاد بالقرب من بودابست، احتفظت المجر بحوالي 51 بالمئة من سكانها الصناعيين و56 بالمئة من صناعتها و82 بالمئة من صناعاتها الثقيلة و70 بالمئة من بنوكها.